# Schizotus fuscicollis
Schizotus fuscicollis (лат.) — вид жуков-огнецветок из подсемейства Pyrochroinae. Распространён в южной Магаданской, в Камчатской, Амурской, Читинской, Иркутской и Сахалинской областях, Приморском крае, Бурятии и на острове Парамушир. Обитают в лесах. Имаго питаются на листьях кустарников и подроста и на цветках. Длина тела имаго 8—10 мм. Переднеспинка чёрная, с красным задним краем. Голова, щиток, усики, ноги и низ тела чёрные. Надкрылья кирпично-красные.